# Bank Nowy
Bank Nowy S.A. (d. Bank Nowy BFG S.A.) – bank uniwersalny z siedzibą w Poznaniu powstały 27 grudnia 2019 w ramach procesu przymusowej restrukturyzacji Podkarpackiego Banku Spółdzielczego w Sanoku przeprowadzonej przez Bankowy Fundusz Gwarancyjny w latach 2020–2021.

## Historia
Bank Nowy BFG powstał w grudniu 2019 jako bank pomostowy w ramach przygotowania do procesu przymusowej restrukturyzacji Podkarpackiego Banku Spółdzielczego w Sanoku (PBS). Siedziba banku mieściła się w Warszawie, w biurach BFG przy ul. ks. Igancego Skorupki, prezesem zarządu została Edyta Glajcar a przewodzniczącym rady nadzorczej Mirosław Panek. 
W styczniu 2020 BFG wydał decyzję o rozpoczęciu przymusowej restrukturyzacji PBS i do Banku Nowego BFG przeniesiona została wydzielona część PBS, obejmująca m.in. wszystkie depozyty klientów detalicznych, mikrofirm i MŚP, placówki, infrastrukturę technicznę. Obsługa klientów została wznowiona w tym samym miesiącu na niezmienionych zasadach. 
W październiku 2021 bank został zakupiony przez Wielkopolski Bank Spółdzielczy (neoBank) i zmienił nazwę na Bank Nowy. Tym samym proces restrukturyzacji zakończył się. Bank został włączony do grupy kapitałowej neoBanku i funkcjonuje jako osobny podmiot. W maju 2023 bank ogłosił plany wchłonięcia działalności bankowej neoBanku. W listopadzie 2023 Komisja Nadzoru Finansowego wyraziła zgodę na przejęcie działalności bankowej neoBANKu przez Bank Nowy, co nastąpiło 1 stycznia 2024.
W 2024 bank przejął placówki Polskiego Banku Spółdzielczego w Poznaniu (PBS) zlokalizowane w Ciechanowie, Mławie i Płońsku oraz podjął współpracę z PBS w ramach procesu sanacji i restrukturyzacji.